# Portal Tomb von Cleenrah

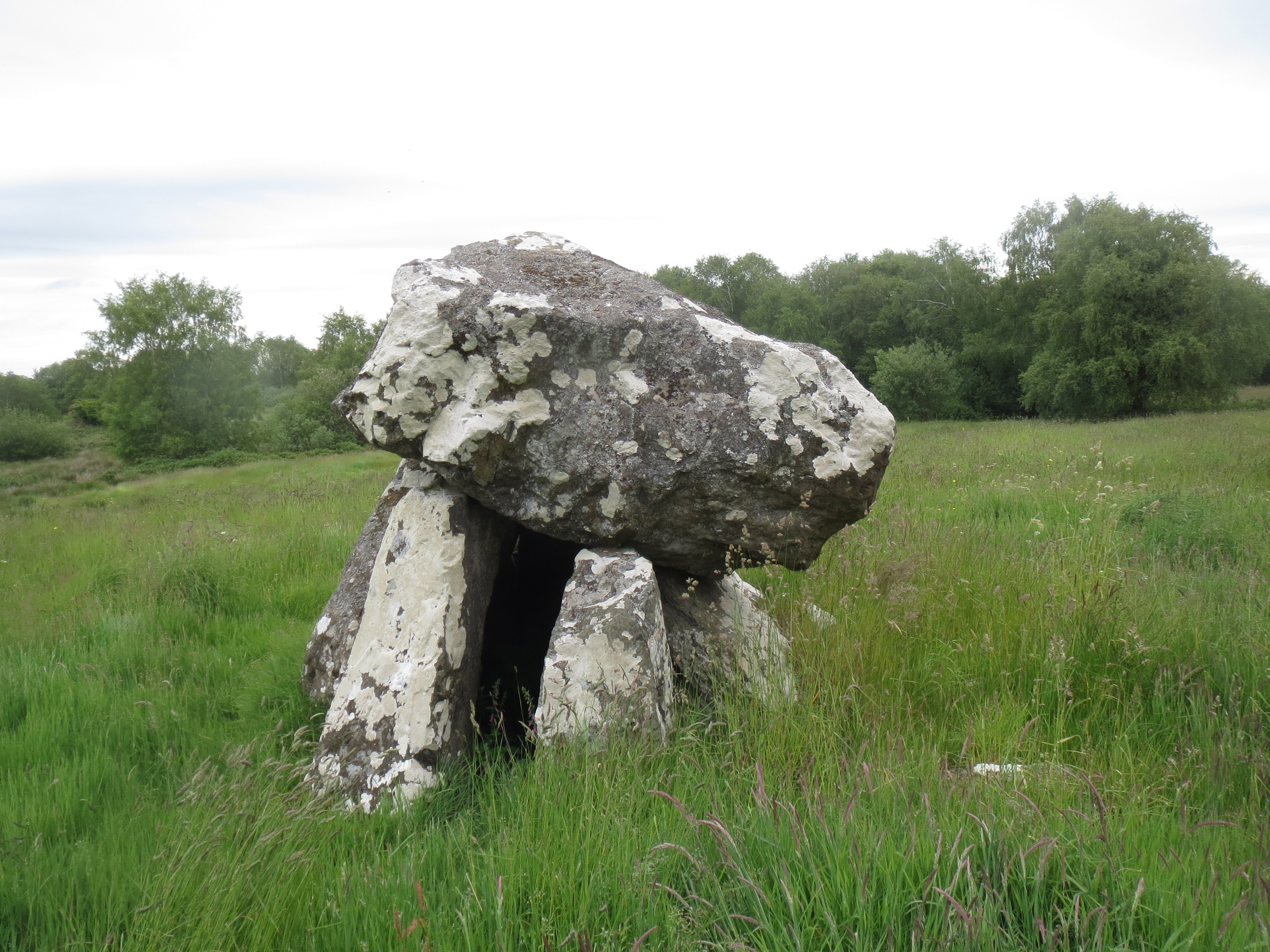
Portal Tomb von Cleenrah

Das Portal Tomb von Cleenrah (auch Cleenragh Cromlech oder Cleenrah Dolmen genannt –  Schreibung auch Cleenrath) liegt etwa 200 m nördlich des Sees Lough Leebean und 1,0 km westlich des Lough Gowna, nordwestlich von Granard, etwa 1,2 km vom Portal Tomb von Aughnacliff im Townland Cleenrah (irisch Claonráth, deutsch „das abschüssige Fort“) im County Longford in Irland. Als Portal Tombs werden auf den Britischen Inseln zwischen 4000 und 2500 v. Chr. in der Jungsteinzeit errichtete Megalithanlagen bezeichnet, bei denen zwei gleich hohe, aufrecht stehende Steine mit einem Türstein dazwischen, die Vorderseite einer Kammer bilden, die mit einem zum Teil gewaltigen Deckstein bedeckt ist.
Das Portal Tomb von Cleenrah ist eine gut erhaltene West-Ost orientierte Megalithanlage. Es besteht aus zwei Portal- und zwei Seitensteinen, dem Endstein und dem Deckstein. Der nördliche Portalstein ist etwa 1,7 m hoch, 1,1 m breit und 0,65 m dick. Der südliche ist etwa 1,35 m hoch, 0,95 m breit und 0,7 m dick. Die Lücke zwischen den Portalsteinen ist 0,5 m breit. Die beiden Seitensteine stehen innerhalb der Linie der Portalsteine und sind nach außen geneigt. Der Nordstein ist etwa 1,9 m hoch, 2,15 m lang und 0,75 m dick. Der Südstein ist auch etwa 1,9 m hoch, 2,2 m lange und 0,7 m dick. Der Endstein im Osten ist etwa 1,5 m hoch, 1,0 m breit und 0,3 m dick. Da er die Kammer nicht schließt, ist die Lücke mit einem kleineren Stein 0,55 m × 0,4 m × 0,2 m gefüllt. Der aufgrund der unterschiedlich hohen Portalsteine schief aufliegende Deckstein, der auf beiden Portalsteinen und dem Endstein ruht, ist etwa 2,7 m lang, 2,5 m breit und 1,25 m dick. Die Gesamtlänge des Portal Tombs beträgt 2,75 m, aber die Kammer ist Innen zwischen den Portalsteinen und dem Endstein nur 1,6 m lang.